# 高通驍龍

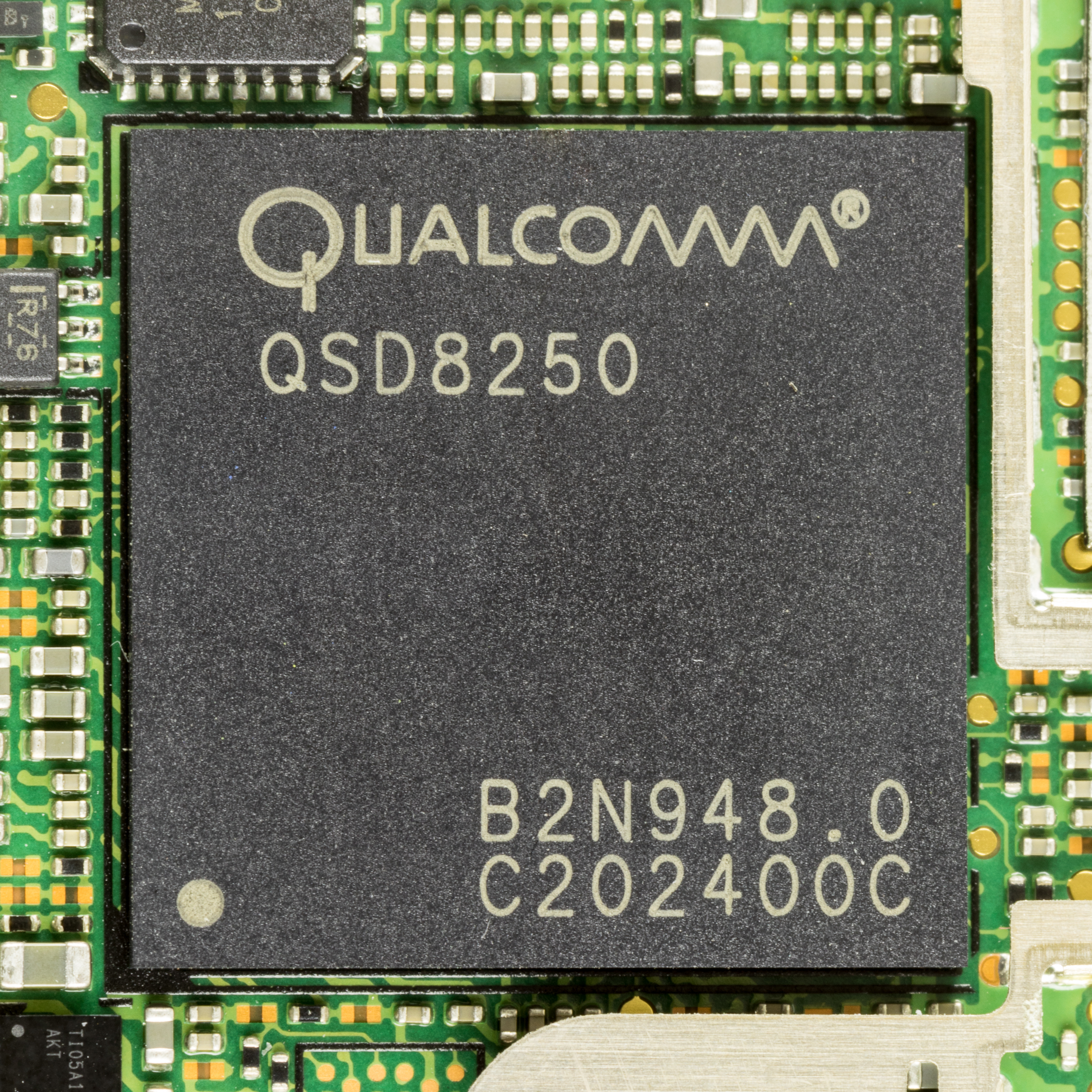
Qualcomm QSD8250

驍龍处理器是美國高通公司（Qualcomm）为移动设备（智慧型手機、平板电脑以及SmartBook）所推出的處理器系列平台名稱。

## 簡介

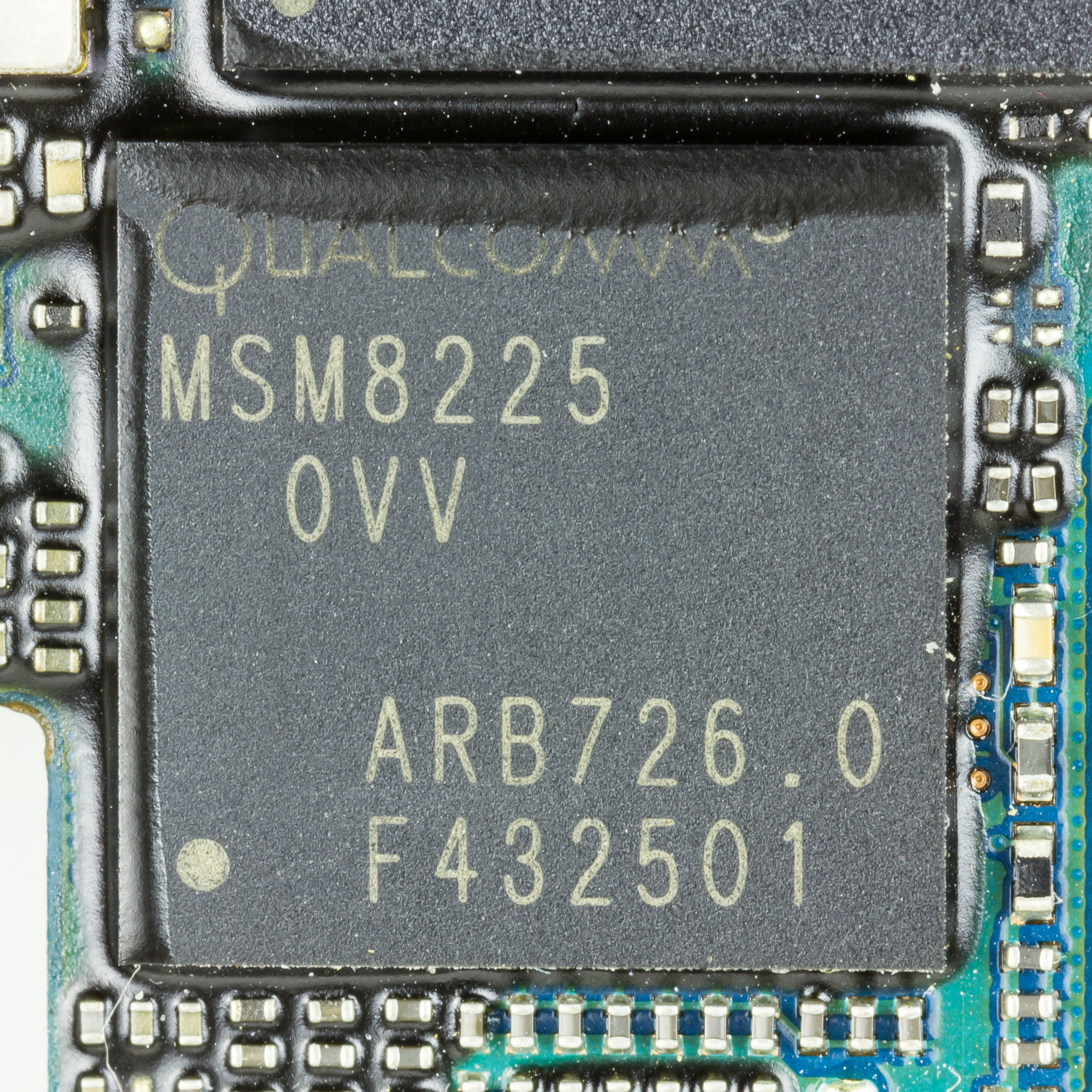
Qualcomm MSM8225 - Snapdragon S4

Snapdragon的中央處理器（CPU）採用ARM RISC架構，單一SoC晶片上可以包含中央處理器、圖形處理器（GPU）、無線通訊模組，以及其他軟硬體支援GPS、相機動靜態攝影和手勢操作等等行動裝置需要的功能。採用Snapdragon處理器的產品廣泛，橫跨Android、Windows、FireFox、Blackberry等系統，在智能手機、平板電腦、智慧手錶，甚至智慧電視上都能看見Snapdragon處理器。
第一款Snapdragon產品為2007年11月發表的QSD8250，採用基於自有架構Scorpion，同時也是第一款時脈達到1GHz的行動裝置處理器。
2011年高通發表了第二代自有處理器架構Krait，並公佈旗下處理器新的命名分類規則，將處理器等級由低至高分為S1、S2、S3、S4，其中S4再被細分為Play、Plus、Pro、Prime四個等級，並在S4將製程推至28nm(除了Play)。
2013年高通發表新一代處理器Snapdragon 600、800，採用Krait 400架構，同時公佈新的命名規則，將處理器分類為Snapdragon 200、400、600 和 800，通常縮寫為S200、S400、S600、S800。
2014年4月高通公佈了旗下第一款64位元架構處理器Snapdragon 810、808，不同於以往Snapdragon處理器，S810以及S808採用ARM標準架構，S810採用4+4核心的A57+A53架構，S808則採用2+4核心的A57+A53架構。
2015年9月高通回歸自主架構，發表新的Kryo架構設計以及新一代旗艦處理器平台S820。
2018年2月27日，高通引入 Snapdragon 700 系列，其定位介于 Snapdragon 600 与 Snapdragon 800 之间。
2018年5月23日，高通正式推出 Snapdragon 700 系列的首款产品 Snapdragon 710。
Scorpion架構由高通基於ARMv7指令集自行修改設計；第二代自有處理器架構Krait，同樣基於ARMv7指令集修改，具備與Cortex-A15類似的特色。Scorpion、Krait架構具有aSMP（Asynchronous Symmetrical Multi-Processing）功率動態調整技術，能個別控管核心時脈，使得多核心情況下不需要遷就最高負載工作提升整體時脈，甚至能單獨關閉核心，以達到效能與耗能平衡。Kryo為高通基於ARMv8指令集修改的全新架構，延續Krait設計理念，並針對異質運算作最佳化。
Snapdragon平台統一搭配高通自有GPU Adreno（源自ATi，現AMD，行動裝置部門）。自Adreno 225起，Adreno GPU加入DirectX 9/Shader Model 3.0，以支援使用Windows 8平台。
Snapdragon平台一俱備整合通訊技術SoC的特點，大幅的降低了OEM廠商設計產品的複雜度和成本，MSM型號產品均具備2G、3G通訊模組，自S4平台之後，旗下產品大多皆整合Wi-Fi、GPS/GLONASS和Bluetooth連線能力。

## 命名
原文名稱「Snapdragon」，據公司方面說法是「Snap」 及「Dragon」 聽起來「快」又「猛」。因此標誌主要由S形龍狀構成。
而為強化大中華區品牌宣傳，從2011下半年開始醞釀，經約兩個月蒐羅和徵集，於2012年2月20日宣布中文定名「驍龍」，其中「驍」寓意有如矯健良馬、速度飛快。時任副總裁暨風險投資部中國區總經理沈勁接受專訪，認為將英文、阿拉伯數字交雜的晶片名稱改以中文呈現，可增進大中華區市場知名度。

## 歷史
- 2008年第四季，Snapdragon系列第一款處理器平台QSD8250問世。

- 2010年6月1日，Qualcomm發表MSM8x60系列Snapdragon平台。[14]

- 2010年11月17日，Qualcomm公佈下一代Snapdragon SoC產品開發時程計劃，包含MSM8960，強調改善CPU和GPU效能並降低功耗。[15]

- 2011年1月5日，美國CES展，Microsoft用Snapdragon平台展示了為ARM架構編譯的Windows 7。[16]

- 2011年8月3日，Qualcomm為了使大眾容易辨識，簡化Snapdragon平台系列名稱（S1、S2、S3和S4），數字越大，等級越高。[17]

- 2013年1月7日，Qualcomm公佈了Snapdragon的新分級和新名稱：Snapdragon 200、400、600和800。[18]大致可對應原S4 Play（200）、Plus（400）、Pro（600）以及Prime（800）。[19][20]

- 2021年12月，Qualcomm再次将Snapdragon的产品线分化为Snapdragon 4 Gen X、6 Gen X、7 Gen X、8 Gen X。其中“X”会以数字表示该处理器的迭代数，例如“Snapdragon 8 Gen 1”为第一代Snapdragon 8处理器。

## 產品型號
- 骁龙 S1 系列
- 骁龙 S2 系列
- 骁龙 S3 系列
- 骁龙 S4 系列
- 骁龙 200 系列
- 骁龙 400 系列
- 骁龙 600 系列
- 骁龙 700 系列
- 骁龙 800 系列
- 骁龙 4 Gen 系列
- 骁龙 6 Gen 系列
- 骁龙 7 Gen 系列
- 骁龙 8 Gen 系列
- 骁龙 8 Elite 系列
- 驍龍 X 系列
- 驍龍 X Plus 系列
- 驍龍 X Elite 系列

## 延伸閱讀
- Boxall, Andy. . Digital Trends. 2015-01-24  [2016-03-22]. （原始内容存档于2016-03-04） （英语）.

## 其他
2021年12月，高通取得命名權，將該公司總部所在地聖地牙哥新建的體育場命名為驍龍體育場（Snapdragon Stadium），這座場館供多支足球與橄欖球職業隊伍做為主場。
2023年9月，高通骁龙与曼联达成每年6000万英镑为期最短3年的协议，取代了TeamViewer成为了曼联球衣胸前广告的赞助商。

## 外部連結
- 官方网站